# Film Socialisme
Film Socialisme és una pel·lícula francosuïssa dirigida per Jean-Luc Godard, seleccionada al Festival de Canes 2010 en la categoria Un certain regard.

## Història
Pel·lícula experimental en la seva forma i político-documental en el seu propòsit, Film Socialisme presenta un punt de vista de Godard sobre l'estat d'Europa i del món el 2010 a través del prisma d'un viatge al voltant del Mare Nostrum passant per Egipte, Palestina, Odessa, Grècia, Nàpols i Barcelona.

## Repartiment
- Catherine Tanvier: la mare
- Christian Sinniger: el pare
- Jean-Marc Stehlé: Otto Golberg
- Élisabeth Vitali: periodista Fr3 Regio
- Eye Haidara: camera Fr3 Regio
- Patti Smith: la cantant guitarrista
- Olga Riazanova: agent secret rus
- Nadège Beausson-Diagne: Constance
- Alain Badiou: el filòsof
- Robert Maloubier: la persona en el verdader camí
- Agatha Couture
- Marie-Christine Bergier
- Mathias Domahidy
- Quentin Grosset
- Maurice Sarfati
- Dominique Devals
- Louma Sanbar
- Gulliver Hecq
- Marine Battaggia
- Lenny Kaye
- Bernard Maris
- Elias Sanbar

## Crítica
- Segueix la línia oberta en els tres últims lustres pel director (...) és a dir, la línia més purament assagística i de pensament. (...) reformula el llenguatge amb una profusió de textures que apreciarà el bon gourmet[1]
- "Críptica? Pot ser. Fascinant, grandiosa, complexíssima? Sens dubte[2]

## Al voltant de la pel·lícula

### Tràilers
Sis tràilers diferents han estat difosos a YouTube per Jean-Luc Godard:
- Un tràiler clàssic de 4 minuts 25 segons
- Cinc tràilers que fan anar la pel·lícula integral acceleradament :
  - en 4 minuts, 6 segons;
  - en 1 minut, 11 segons;